# Нодон
Нодон/Родон (кор. 로동, 蘆洞, согласно новой системе романизации, принятой в Южной Корее — Rodong) — принятое в США и Южной Корее наименование семейства баллистических ракет средней дальности КНДР. Южнокорейское обозначение ракеты произошло от старого названия поселка Нодонни уезда Хамджу провинции Хамгён-Намдо, из района которого осуществлялись пуски этих ракет. В КНДР общим названием для ракет «Нодон» и «Тэпходон» является наименование «Хвасон» («Марс»).

## Модификации

### Нодон-А
Одноступенчатые баллистические ракеты, известные в двух вариантах, обозначаемых «Нодон-1» и «Нодон-2» и отличающихся массами боевого оснащения и, соответственно, дальностью. Для самоходной пусковой установки использовано 5-осное шасси, напоминающее удлинённый вариант шасси МАЗ-543 советского РК 9К72 «Эльбрус» (широко известен, как «Скад»). Подъёмное устройство СПУ, стартовый стол и расположение кабин также практически идентичны СПУ 9П117 комплекса «Эльбрус». По мнению ряда источников, на базе этой ракеты созданы иранская ракета «Шахаб» и пакистанская «Гаури».

### Нодон-B
«Мусудан», иранским аналогом которой считают БРСД «Шахаб-3», по некоторым предположениям, создан на базе конструкции советской БРПЛ Р-27 и при участии специалистов ГРЦ имени академика Макеева, внешние очертания которой она действительно напоминает. СПУ выполнена на базе шестиосного шасси типа МАЗ-547, имеющего элементы более раннего комплекса «Нодон-А»: кабина в средней части по правому борту, характерные для семейства ракет, ведущих начало от «Эльбруса» («Скада») подъёмное оборудование и стартовый стол.

### Нодон-С
«Нодон-С», также известная как KN-08 - двухступенчатая БРСД, с СПУ на базе восьмиосного китайского шасси WS51200, впервые продемонстрированная  15 апреля 2012 года на параде в Пхеньяне.

## Операторы
- КНДР
- Египет